# Mozart Victor Russomano
Mozart Victor Russomano (Pelotas, Rio Grande do Sul, Brasil 5 de julio de 1922-ibidem, 17 de octubre de 2010) fue un jurista, autor de textos jurídicos y profesor universitario especializado en Derecho del Trabajo que tuvo una destacada trayectoria e integró el Tribunal Superior del Trabajo de Brasil.

## Actividad académica y docente
Graduou-se como Bacharel pela Faculdade de Direito de Porto Alegre, em 1944. Obtuvo su doctorado en Derecho del Trabajo en la Universidad Federal de Río Grande del Sur en 1962.
Fue director del Instituto de Sociología y Política entre 1958 a 1965; Presidente del Instituto Latinoamericano de Derecho del Trabajo y de la Seguridad Social (1971-1975) y luego presidente "honoris causa"; Presidente de la Academia Iberoamericana de Derecho del Trabajo y de la Seguridad Social entre 1975 y 1978) y designado su presidente honorario; miembro del Instituto de Coímbra (Portugal), de la Academia Peruana de Derecho (Lima, Perú), de la Sociedad de Geografía de Lisboa (Portugal) y del Instituto de Derecho del Trabajo de la Facultad de Derecho del Uruguay.
Fue miembro de número de la Academia Brasileña de Letras, en Brasília.

## Actividad como magistrado
Mozart Víctor Russomano fue juez y primer presidente de la Junta de Conciliación y Juzgamiento de Pelotas entre 1945 y 1959, juez y vicepresidente del Tribunal Regional del Trabajo de Porto Alegre entre 1959 y 1969, integró el Tribunal Superior del Trabajo como ministro entre 1969 y 1984, presidente entre 1972 y 1974 y fue Corregidor General de la Justicia del Trabajo entre 1975 y 1977.
En el exterior fue presidente del Tribunal Administrativo de la Organización de Estados Americanos entre 1971 y 1975, juez del Tribunal Administrativo del Banco Interamericano de Desarrollo entre 1981 y 1986, representante de su país en el Consejo de Administración de Organización Internacional del Trabajo entre 1984 y 1990), ejerciendo la presidencia del mismo en el período 1987/1988.

## Obras
Dio conferencias sobre su especialidad en un gran número de universidades de América y Europa y escribió numerosos ensayos publicados en revistas jurídicas de Brasil y de otros países, sobre temas laborales. Era autor de cerca de 45 libros jurídicos además de unas quince obras literarias, entre las cuales se encuentra A Sinfonia dos Pampas (Echenique & Cia - Pelotas), un poema en el que narra la vida cotidiana de los gauchos pobres, publicado en 1946.

## Condecoraciones y honores
Entre las condecoraciones que le fueron otorgadas se destacan, además de otras recibidas en Brasil y en el exterior, las siguientes:
- Gran Cruz de la Orden del Mérito del Trabajo, Ministerio de Trabajo-Brasil
- Gran Cruz del Mérito Judicial del Trabajo, Tribunal Superior del Trabajo-Brasília-DF
- Gran Cruz del Distrito Federal, Gobierno del Distrito Federal
- Gran Cruz de la Orden del Mérito Judicial Militar, Superior Tribunal Militar, Brasília-DF
- Gran Cruz de la Orden del Mérito Judicial, Asociación de Magistrados Brasileños, Río de Janeiro
- Gran Oficial de la Orden de Río Branco, Ministerio de Relaciones Exteriores, Brasil
- Medalla del Instituto Latinoamericano de Derecho del Trabajo y de la Seguridad Social
- Medalla del Mérito Judicial, Tribunal Regional del Trabajo de la 6ª Región, Recife
- Medalla del "Negrinho del Pastoreo", Gobierno del Estado de Río Grande del Sur
- Medalla de la Academia Iberoamericana de Derecho del Trabajo y de la Seguridad Social
- Medalla Mérito Especial del Trabajo, Ministerio de Trabajo, Brasil.
- Gran Collar de la Universidad Federal de Pelotas

Fue designado Profesor Honoris Causa de 14 instituciones de países, incluidos Brasil, Perú, República Dominicana y Colombia y el título de doctor honoris causa de diversas casas de estudio:
- Universidad Federal de Pelotas;
- Universidad Burdeos I, Francia
- Universidad de San Martín de Porres, Lima-Perú
- Universidad Central del Este, República Dominicana
- Universidad de la República (Uruguay)
- Universidad Nacional de Educación a Distancia, Madrid-España.

## Fallecimiento y homenajes
Falleció el 17 de octubre de 2010 en el hospital Santa Casa de Misericordia de Pelotas, por complicaciones derivadas de un accidente cerebrovascular.
El 21 de junio de 2013, el Tribunal Regional del Trabajo de la 11.ª Región inauguró las nuevas instalaciones del Fórum Trabalhista de Manaos, que llevan el nombre de Mozart Víctor Russomano en su homenaje.